# Myoxocephalus
Myoxocephalus é um género de peixe da família Cottidae.
Este género contém as seguintes espécies:
- Myoxocephalus scorpius
- Myoxocephalus quadricornis
- Myoxocephalus thompsonii

etc.